# 古爾德城 (堪薩斯州)
古爾德城（英語：Gould City）是位於美國堪薩斯州魯克斯縣的一個鬼鎮。

## 地理
古爾德城所處的海拔為高於海平面595米（即1952英呎），而該地所採用的時區為UTC-6，即北美中部時區（CST）。同時該地設有夏令時間，為UTC-6調快一小時，即UTC-5（CDT）。